# 前説
前説（まえせつ）とは、劇場での公演、またはテレビ番組の公開放送などにおいて、本番前に観客に行う説明のこと。
元来は活動写真弁士が、映画の上映前に行った説明のことを「前説」と呼んだ。
観客に対する諸注意（見学マナー、携帯電話の使用など）、拍手や笑い声のタイミングの説明をしたり、会場の雰囲気を良くする為に漫才やコントなどを行うこともある。また、若手芸人にとっては芸のアピール、実力のテストができ、腕試しの出来る登竜門的な場でもある。

## 若手芸人による前説
- 基本的には番組のADが行うが、特にお笑い番組、バラエティー番組では、まだ番組に出られない若手のお笑い芸人がフリートークなどを行うことが多い。
- 日本のテレビ番組では、萩本欽一が自身の番組である｢欽ドン!」シリーズで関根勤と小堺一機に担当させたのが初の導入といわれる[1]。

## 特異な例
- 「オンバト+」及びその前身の「爆笑オンエアバトル」ではスタッフによる説明の後に前説の芸人がネタを披露する。一般審査員が書くアンケート（ジャッジペーパー）には前説芸人の感想や評価を書く項目もあり、評判がよければ本選に出演できる場合もある[2]。
- 例外として、デビュー数ヶ月でTV番組にレギュラー出演するようになったオリエンタルラジオや、一時期に複数の先輩芸人が事務所を離れその穴埋めで舞台本番に繰上げ出演となったアメリカザリガニなどの様に、個々の事情は様々であるが、前説として踏んだ場数が極端に少ない芸人もいる。
- 『ダウンタウンDX』では放送開始当初から司会のダウンタウン自身が前説を担当している。この内容は本編ではごく一部が放送されるだけであったが、2013年にはこれを収録したDVD「ダウンタウンの前説」が発売された。
- 前説として複数の番組に出演する芸人もおり、特にビッキーズは前説王と称されていた（現在は解散）。
- 『ダウンタウンのガキの使いやあらへんで!!』での前説は代々、山崎邦正（現：月亭方正、元TEAM-0）とココリコが務め、前説からレギュラーに出世した。トークから企画になり、前説は公開収録の時のみだが、トークを開催した時は前説を現在前説のライセンス→ココリコ→山崎の順で前説を務めている。
- 1978年4月4日、後楽園球場でのキャンディーズ解散コンサートでは、バックバンドのリーダーが開演前に観衆に歓声の挙げ方を指導する様子が、東海林さだおのエッセイ（「ショージ君の東奔西走」所収）に記されている。名前は記されていないが、バックをつとめたMMPのリーダーは渡辺茂樹である。